# Фен, Густав
Густав Фен (нем. Gustav Fehn; 21 февраля 1892 — 5 июня 1945) — генерал танковых войск вермахта гитлеровской Германии во время Второй мировой войны (1939—1945).

## Биография
Родился 21 февраля 1892 года в Нюрнберге, Германская империя. В 1912 году поступил на военную службу в офицерском звании. Принимал участие в Первой мировой войне и в 1916 году ему было присвоено звание обер-лейтенанта. В период между двумя мировыми войнами проходил службу в разных пехотных частях.
В начале Второй мировой войны (1939—1945) имел звание оберста, командовал 33-м пехотным полком и быстро продвигался по служебной лестнице. 1 ноября 1942 года ему было присвоено звание генерала танковых войск. 30 июля 1940 года принял командование 4-й стрелковой бригадой, а 25 ноября того же года — 5-й танковой дивизией. С 1 октября 1942 года командовал 40-м танковым корпусом, с 16 ноября 1942 года по 15 января 1943 года командовал Немецким Африканским корпусом, с 1 июля 1943 года командовал 86-м танковым корпусом, а затем 21-й армией и 15-м горным корпусом. 8 мая 1945 года был взят в плен югославскими партизанами и казнён 5 июня в Любляне, Социалистическая Федеративная Республика Югославия.

## Карьера
- 1 апреля 1940 года присвоено звание генерал-майора.
- 1 августа 1942 года присвоено звание генерал-лейтенанта.
- 1 ноября 1942 года присвоено звание генерал танковых войск.

## Награды
- Железный крест 2-го класса (30 сентября 1914, королевство Пруссия)[3]
- Железный крест 1-го класса (27 июля 1915, королевство Пруссия)[3]
- Нагрудный знак «За ранение» чёрный (май 1918, Германская империя)[3]
- Ганзейский крест Гамбурга (12 ноября 1918)[3]
- Крест Фридриха Августа 2-го класса (12 ноября 1918, великое герцогство Ольденбург)[3]
- Крест Фридриха Августа 1-го класса (25 апреля 1919, великое герцогство Ольденбург)[3]
- Медаль «За выслугу лет в вермахте» 4-й, 3-й и 2-й степени (2 октября 1936, Третий рейх)[3]
- Медаль «За выслугу лет в вермахте» 1-й степени (1 декабря 1936, Третий рейх)[3]
- Пряжка к Железному кресту 2-го и 1-го класса (1939, Третий рейх)[3]
- Рыцарский крест Железного креста (5 августа 1940, Третий рейх)[3]
- Немецкий крест в золоте (7 июля 1942, Третий рейх)[3]
- Медаль «За зимнюю кампанию на Востоке 1941/42» (8 сентября 1942, Третий рейх)[3]